# Goseong-gun, Gangwon
Goseong-gun (koreanska: 고성군) är en landskommun i Sydkorea. Den ligger i provinsen Gangwon, i den norra delen av landet, 160 km nordost om huvudstaden Seoul. Det är Sydkoreas nordligaste kommun och den gränsar i norr till Nordkorea.
Den består av två köpingar, Ganseong-eup och Geojin-eup, samt av tre socknar Hyeonnae-myeon, Jugwang-myeon och Toseong-myeon. Dessutom finns en obebodd socken, Sudong-myeon (144,38 km²), som helt ligger i Koreas demilitariserade zon. 